# Agicap
 (avril 2023).
Agicap est un éditeur de logiciels français spécialisé dans la gestion de trésorerie.

## Historique
En 2019, Agicap obtient de BlackFin Capital et de Kima Ventures une première levée de fonds de 2,4 millions d’euros, pour amorcer le projet.
En 2020, une seconde levée de fonds de 15 millions d’euros auprès de Partech Partners permet à l’entreprise de renforcer ses moyens, afin d’améliorer sa solution et de se développer à l’international.
En 2021, Agicap lève 82 millions d'euros supplémentaires auprès de Greenoaks Capital, pour s’imposer sur le marché de la gestion de trésorerie en Europe,.
La start-up intègre le programme d'accompagnement French Tech 120 en 2022 et fait partie de la sélection 2023,.
Dans son rapport annuel 2022 consacré aux technologies innovantes en Europe, la banque d’affaires et conseil GP Bullhound a inscrit l’entreprise Agicap dans une liste de 50 start-ups qui pourraient atteindre le statut de licorne au cours des deux prochaines années.
En 2022, Agicap a réalisé une croissance de 100 % et a annoncé le recrutement de 600 personnes (300 à Lyon, 50 à Paris et 250 personnes en Europe).

## Services
La solution Agicap permet de centraliser toutes les données financières d'une entreprise afin de pouvoir les visualiser et les analyser depuis une seule interface. Elle est distribuée en mode SaaS, sous forme d'abonnement.
Elle est utilisée en France, Allemagne, Espagne, Italie et Pays-Bas.

### Architecture logicielle
Développée avec le framework Bootstrap, Agicap est une Progressive Web App (PWA) basée aujourd'hui sur des technologies Microsoft en back-office (.net et Microsoft Azure), et le framework Angular côté front.[réf. nécessaire]